# Bazylika Santa Maria Immacolata
Bazylika Santa Maria Immacolata (pol. bazylika Niepokalanego Poczęcia Najświętszej Maryi Panny) – rzymskokatolicki kościół w Genui w dzielnicy Castelletto. Jest kościołem parafialnym w parafii pod tym samym wezwaniem, należącej do dekanatu Castelletto w Archidiecezji Genui. 
Kościół Santa Maria Immacolata był pierwszym kościołem na świecie, poświęconym Niepokalanemu Poczęciu. Stanowi najbardziej znaczący przykład architektury neorenesansowej w Genui. 
Od 1905 roku ma status bazyliki mniejszej.

## Historia
W 1854 roku genueński szlachcic Pietro Gambaro wystąpił z inicjatywą budowy kościoła przy ulicy Assarotti, oddając do dyspozycji kurii genueńskiej własne tereny. Wezwanie Niepokalanego Poczęcia nawiązywało do ogłoszonego 8 grudnia 1854 roku przez papieża Piusa IX dogmatu o Niepokalanym Poczęciu. Kult Matki Bożej miał w Genui bardzo starą tradycję; już w 1637 roku została ona ogłoszona przez dożę Królową Genui. W 1855 roku Gambaro zlecił architektowi Domenicowi Cervetto opracowanie projektu świątyni na planie centralnym, inspirowanej kształtem kościoła Il Gesù. Roboty budowlane rozpoczęły się w 1856 roku. Budowa wzbudziła szereg wątpliwości natury technicznej, estetycznej i prawnej w łonie rady gminy Genua, ponieważ projekt nowo wytyczonej ulicy Assarotti przewidywał wybudowanie przy niej tylko budynków świeckich. Prace zostały wstrzymane w 1858 roku z powodu śmierci jej inicjatora. Przeszkodą w ich wznowieniu okazała się wydana 24 czerwca 1863 roku książka Życie Jezusa Ernesta Renana, który odrzucił w niej koncepcję Niepokalanego Poczęcia Maryi. Genueńscy katolicy uznali dzieło za bezbożne i zainicjowali publiczną zbiórkę datków, aby ukończyć kościół jako ofiarę ekspiacyjną; również sam papież Pius IX wniósł swój wkład przekazując sumę 4 tysięcy lirów w złocie. Pod kierownictwem specjalnego komitetu roboty budowlane wznowiono; 19 maja 1867 roku arcybiskup Andrea Charvaz w obecności burmistrza Andrei Podestà i tłumu wiernych poświęcił kamień węgielny. Po śmierci architekta Cervetto nadzór nad budową przejął Maurizio Dufour. Gdy nowym arcybiskupem Genui został Salvatore Magnasco, roboty budowlane uległy przyspieszeniu. 27 kwietnia 1873 roku nowa świątynia została otwarta, choć jej wnętrze nie było jeszcze udekorowane. W tym samym roku dobudowano do niej dzwonnicę. W 1882 roku została zbudowana kopuła, zwieńczona posągiem Niepokalanej, ze złoconego brązu, wykonanym przez Giuseppe Pellasa według modelu Giovanniego Scanziego. Kościół Santa Maria Immacolata stał się pierwszym kościołem na świecie, poświęconym Niepokalanemu Poczęciu. W 1879 roku przy kościele erygowano parafię, w 1880 papież Leon XIII założył przy nim opactwo. W 1894 roku świątynia otrzymała tytuł honorowy collegiata ad instar. 25 stycznia 1905 roku podniesiona została do godności bazyliki mniejszej.
W listopadzie 1942 roku i sierpniu 1943 kościół poniósł znaczne szkody w wyniku bombardowań.

## Architektura

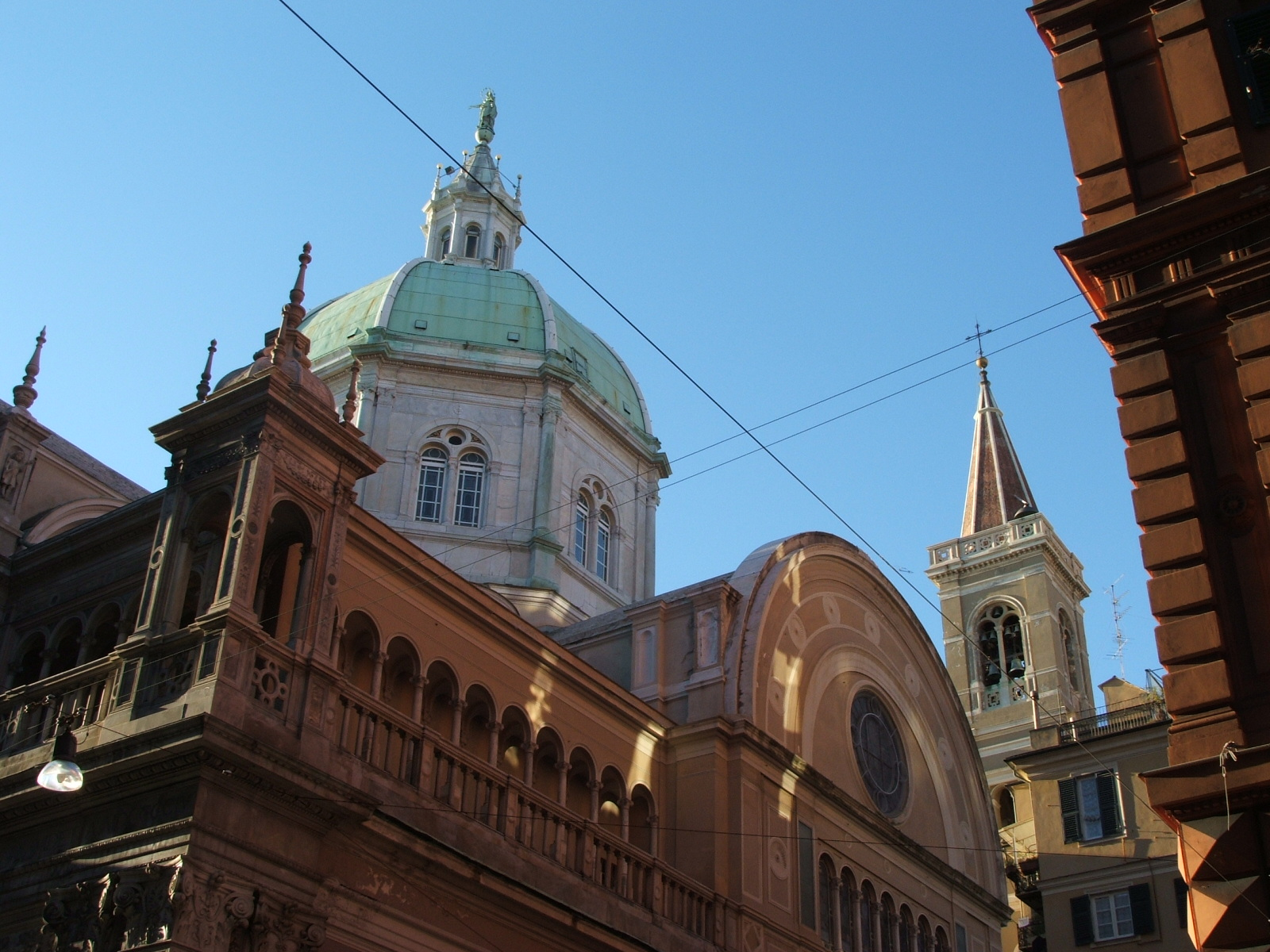
Górna część bazyliki z kopułą i kampanilą

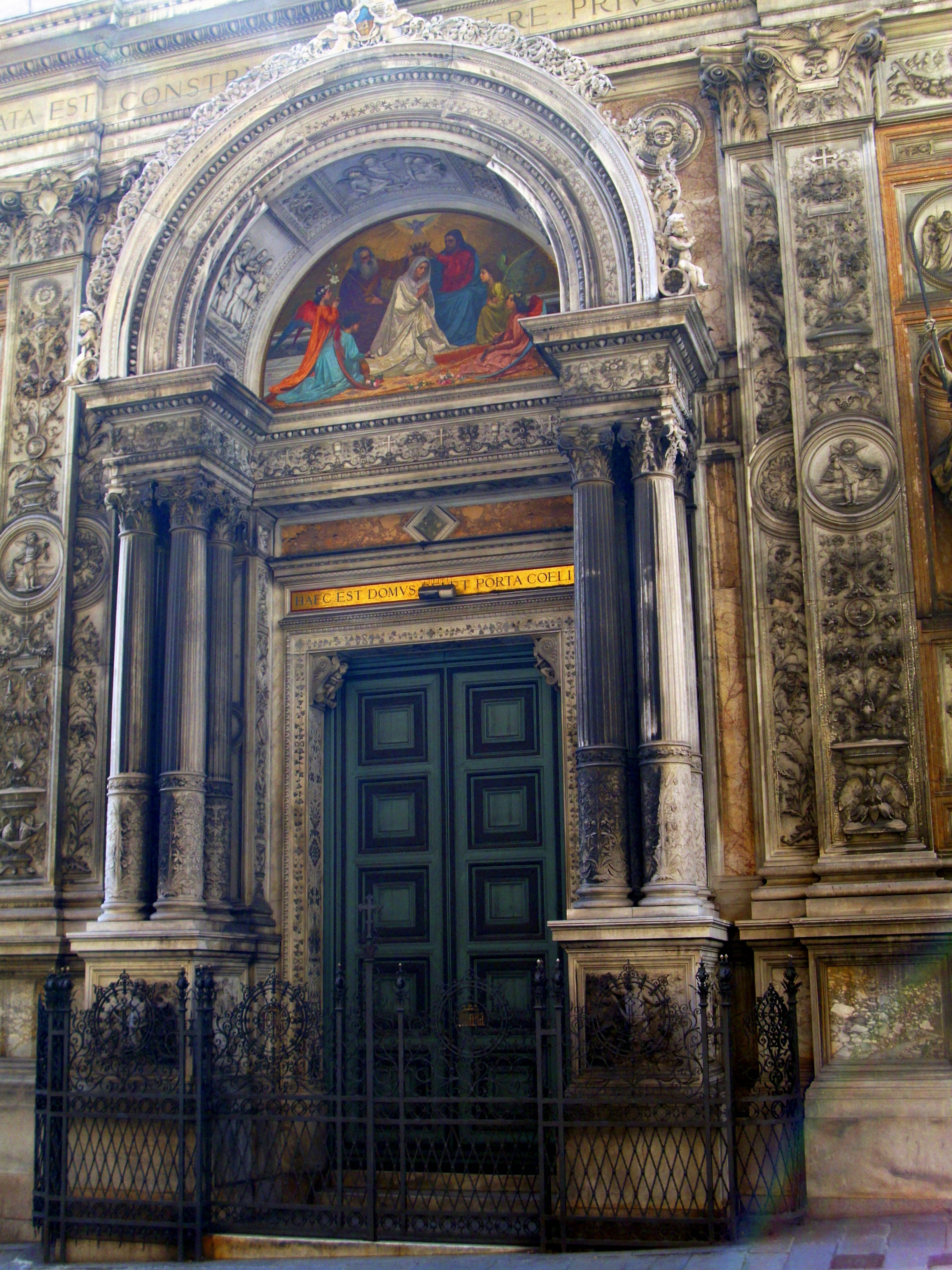
Portal

### Wygląd zewnętrzny
Domenico Cervetto oparł kościół na planie krzyża łacińskiego ze skróconymi ramionami, nawiązując do schematu kościoła Il Gesù. Jego następca, Maurizio Dufour, zwolennik idei quattrocenta w wersji toskańskiej, wniósł do architektury kościoła zmysł dekoracyjny, który ujawnił się w artykulacji fasady, przebitej otworami oraz w zastosowaniu giętkich linii w fasadach bocznych i w głównym portalu. W stylistyce dużych otworów uwidocznił się wpływ Donata Bramante, a w architekturze kopuły – Filippa Brunelleschiego. 
Marmurowa fasada składa się z części centralnej, ożywionej półokrągłymi łukami frontonu i portalu oraz z dwóch części bocznych, zwieńczonych niewielkimi loggiami, biegnącymi również wzdłuż ścian bocznych kościoła. W ujęciu poziomym cała struktura dzieli się na dwie kondygnacje, oddzielone gzymsem od przyziemia. Płaskie lizeny wyodrębniają w części niższej dwie nisze z dwoma posągami i dwie edykuły z grupami płaskorzeźb. W lewej edykule znajduje się Zwiastowanie Pańskie Antonia Burlando, a w niszy pomiędzy nią a portalem – posąg Św. Jan Chrzciciel dłuta Giovanniego Battisty Villi. W niszy po prawej stronie portalu widnieje Św. Jerzy Giovanniego Scanziego, a w prawej edykule Nawiedzenie Burlanda. Putta muzykujące w łuku nad portalem oraz figura Św. Michał Archanioł są dziełem Antonia Canepy. Dziełem tego samego artysty są również figury 7 aniołów muzykujących, umieszczone w niszach ponad portalem, w górnej kondygnacji. W półokrągłym frontonie wieńczącym fasadę znalazły się tonda z podobiznami: św. Piotra, św. Pawła, św. Mateusza, św. Jana, św. Marka i św. Łukasza i Zbawiciela (pośrodku). Latarnię kopuły wieńczy wykonana z pozłoconego brązu figura Matki Bożej Niepokalanej.

### Wnętrze
W trzynawowym wnętrzu znajduje się 8 kaplic. Projekt posadzki w prezbiterium z marmuru i twardego kamienia wykonał Giuseppe Agrone, natomiast w korpusie nawowym – G. Noce. Autorem nowych witraży w chórze oraz w oknach naw jest G. Albertolla; pierwotne uległy zniszczeniu w czasie ostatniej wojny. Na ścianie apsydy znajduje się mozaika szkoły weneckiej, Grzech pierworodny i Obietnica zbawienia. Na konsolach pod kopułą znalazły się podobizny ewangelistów, namalowane przez Tullia Quinzia.

#### Prezbiterium
Drewniane stalle intarsjowane metalami i kością słoniową wykonali około 1900 roku Giambattista Gaolio i Marco Aurelio Crotta. Podobny motyw zdobniczy znalazł się na 14 sklepionych kopułami konfesjonałach, ustawionych wzdłuż naw bocznych.

##### Ołtarz główny
Umieszczony ponad stołem ołtarzowym dużych rozmiarów marmurowy posąg Matka Boża Niepokalana jest dziełem Santa Varniego. Znajdujące się sąsiedztwie posągu niewielkie rzeźby ze złoconego brązu, przedstawiające św. Alfonsa Marię Liguori, św. Bonawenturę i teologa Jana Dunsa Szkota wyszły spod ręki Carla Filippa Chiaffarina. Ten sam artysta jest autorem posągów wyobrażających proroków Daniela i Ezechiela, flankujących ołtarz.

#### Nawa prawa

##### Kaplica Matki Bożej z Góry Karmel
Kaplica Matki Bożej z Góry Karmel znajduje się po prawej stronie prezbiterium. Figura ołtarzowa Matki Bożej jest dziełem zakonnika augustiańskiego, Carla Antonia da Santa Maria. Flankujące posąg płaskorzeźby Św. Eliasz i Św. Szymon zrealizował Antonio Canepa.

##### Kaplica Krucyfiksu
Stojący w ołtarzu kaplicy drewniany, XVII-wieczny krucyfiks wykonał Giambattista Gaggini. Flankują go płaskorzeźby Pius IX (po lewej) i Monsignor Antonio Rivara (po prawej). Po obu bokach balustrady oddzielającej kaplice od nawy ustawiono posągi arcybiskupa Salvatore Magnasco (na lewym krańcu) i G. B. Lanaty, pierwszego proboszcza świątyni (na prawym).

##### Kaplica św. Józefa
Kaplica Świętego Józefa została zaprojektowana przez Dufoura. W niszy centralnej stoi marmurowy posąg Św. Józef z Dzieciątkiem Jezus, flankowany posągami Abrahama (po lewej) i Dawida (po prawej); wszystkie trzy dłuta Giovanniego Scanziego. Autorem znajdujących się powyżej płaskorzeźb Ucieczka do Egiptu i Odpoczynek jest Antonio Canepa.

##### Kaplica św. Rodziny
Kaplicę Świętej Rodziny zrealizował Cesare Mariani.

#### Nawa lewa

##### Kaplica Matki Bożej Różańcowej
Kaplica Matki Bożej Różańcowej, usytuowana po lewej stronie prezbiterium, sklepiona została niewielką kopułą, którą pokrył freskami Giovanni Quinzio. Jej ołtarz, wykonany z marmuru, twardego kamienia i złoconego brązu zdobi tryptyk Nicolò Barabina: Matka Boża Różańcowa (pośrodku), Św. Dominik (po lewej) i Św. Katarzyna (po prawej), otoczony 15 niewielkimi obrazkami, przedstawiającymi tajemnice różańca.

##### Kaplica Najświętszego Serca
Ołtarz kaplicy Najświętszego Serca zdobi płótno Jezus pośród zastępów modlących się aniołów pędzla Enrica Reffa z przełomu XIX/XX wieku. Flankują go dwa obrazy Alfreda Luxora: Św. Małgorzata Maria Alacoque i Św. Teresa.

##### Kaplica św. Piotra
Kaplicę Świętego Piotra, ufundowaną przez spadkobierców Pietra Gambara, wypełniają rzeźby Agostina Allegra: Św. Piotr na tronie papieskim (pośrodku), Św. Paweł (po lewej) i Św. Jan Ewangelista (po prawej).

##### Kaplica św. Józefa Kalasantego
Kaplica Świętego Józefa Kalasantego została zaprojektowana przez Dufoura, a zbudowana i udekorowana przez Giovanniego Battistę Villę. Alberto Luxoro namalował trzy wiszące w niej obrazy: Św. Józef Kalasanty natchniony przez Madonnę z Dzieciątkiem (pośrodku ołtarza), Św. Pompiliusz Maria Pirrotti (po lewej) i Św. Gliceriusz (po prawej).
Na prawo od wejścia znajduje się chrzcielnica. W edykule na ścianie szczytowej umieszczono posąg Matka Boża z Lourdes dłuta Antonia Brilli. Flankują go posągi Estery (po lewej) i Judyty (po prawej), oba dłuta Antonia Quinzia.

#### Organy
Organy kościoła zawdzięczają swoje powstanie i swoje unikalne cechy spotkaniu pod koniec XIX wieku genueńskiego adwokata i studenta sztuki organowej Pier Constantina Remondiniego z angielskim budowniczym organów George’em Williamem Trice’em, który, głównie ze względów zdrowotnych, przeniósł się do Genui. Był on synem znanego budowniczego organów, w młodym wieku otrzymał solidne przygotowanie zawodowe pomagając ojcu w jego pracy i poszerzając swoją wiedzę o doświadczenia najbardziej znanych francuskich i niemieckich budowniczych organów. W Genui przyjął zlecenie na zbudowanie niewielkich organów dla kościoła anglikańskiego. Wówczas to spotkał się z Remondinim, który przedstawił mu pomysł zbudowania organów dla kościoła Santa Maria Immacolata. Trice zaakceptował jego pomysł i w 1885 roku przystąpił do pracy. Fundusze na sfinansowanie projektu wyłożył Benedetto Chiappa. Plan Remondiniego przewidywał instrument podzielony na 3 sekcje: główne organy nad portalem wejściowym oraz dwa mniejsze instrumenty, choral i espressivo, ulokowane po obu stronach ołtarza głównego, sterowane elektrycznie poprzez konsolę. Klawiatura podzielona została na 3 manuały z 61 głosami i 1 pedał z 30 głosami. Trice zastosował materiały najwyższej jakości, szczególnie jeśli chodzi o brzmienie instrumentu oraz wprowadził kilka własnych, innowacyjnych rozwiązań technicznych, takich jak wiatrownice, pozwalające na korzystanie z tego samego rejestru na różnych klawiaturach oraz elektrycznego systemu transmisji, po raz pierwszy zastosowanego we Włoszech. Gotowy instrument zawierał w sumie 1886 piszczałek. Jego inauguracja miała miejsce podczas trzech koncertów w dniach 21, 22 i 23 kwietnia 1890 roku, które dali odpowiednio: organista kościoła, G.B. Polleri oraz A. Guilmant i F. Capocci. Nowe organy okazały się punktem zwrotnym w sztuce budowy organów piszczałkowych we Włoszech. System Trice’a zestarzał się jednak z biegiem czasu i konieczne stało się jego unowocześnienie. Dokonał tego w 1929 roku Lorenzo Balbiani. Zachował on oryginalne brzmienie instrumentu, ale wprowadził nowy podział głosów dodając do już istniejących głosy nowe. Powiększył też liczbę manuałów do 4, a piszczałek do około 4000.